# Lista de filmes originais do Disney+
Disney+ é um provedor global de mídia de streaming via internet sob demanda, de propriedade e operado pela Disney Media and Entertainment Distribution, que distribui vários programas originais que incluem séries originais, especiais, minisséries, documentários e filmes.
Todos os filmes listados são produzidos pela Walt Disney Pictures, a menos que de outra forma.

## Filmes originais

### Filmes
| Título original                                          | Título no Brasil                                     | Título em Portugal                                 | Gênero                                     | Data de lançamento      | Duração          |  |
| -------------------------------------------------------- | ---------------------------------------------------- | -------------------------------------------------- | ------------------------------------------ | ----------------------- | ---------------- |  |
| Lady and the Tramp                                       | A Dama e o Vagabundo                                 | A Dama e o Vagabundo                               | Romance                                    | 12 de novembro de 2019  | 1 hora, 52 min.  |  |
| Noelle                                                   | Noelle                                               | Noelle                                             | Fantasia / Aventura / Comédia              | 12 de novembro de 2019  | 1 hora, 46 min.  |  |
| Togo                                                     | Togo                                                 | Togo                                               | Drama / Aventura                           | 20 de dezembro de 2019  | 1 hora, 57 min.  |  |
| Timmy Failure: Mistakes Were Made                        | Timmy Fiasco                                         | Timmy Fiasco: Sempre a Meter Água                  | Comédia                                    | 7 de fevereiro de 2020  | 1 hora, 44 min.  |  |
| Stargirl                                                 | A Extraordinária Garota Chamada Estrela              | Stargirl                                           | Romance                                    | 3 de março de 2020      | 1 hora, 48 min.  |  |
| Magic Camp                                               | Magic Camp                                           | Campo de Magia                                     | Comédia / Família                          | 14 de agosto de 2020    | 1 hora, 43 min.  |  |
| Phineas and Ferb the Movie: Candace Against the Universe | Phineas e Ferb, o Filme: Candace Contra o Universo   | Phineas e Ferb, o Filme: Candace Contra o Universo | Animação / Aventura / Comédia              | 28 de agosto de 2020    | 1 hora, 30 min.  |  |
| Secret Society of Second-Born Royals                     | Sociedade Secreta dos Segundos Filhos Reais          | Sociedade Secreta dos Príncipes Não Herdeiros      | Fantasia / Ação / Super-heróis             | 25 de setembro de 2020  | 1 hora, 40 min.  |  |
| Clouds                                                   | Clouds                                               | Clouds                                             | Drama                                      | 16 de outubro de 2020   | 2 horas, 3 min.  |  |
| Black Beauty                                             | Beleza Negra: Uma Amizade Verdadeira                 | Beleza Negra                                       | Drama                                      | 27 de novembro de 2020  | 1 hora, 52 min.  |  |
| Godmothered                                              | Fada Madrinha                                        | Amadrinhadas                                       | Fantasia / Comédia                         | 4 de dezembro de 2020   | 1 hora, 55 min.  |  |
| Safety                                                   | Safety                                               | Safety                                             | Drama                                      | 11 de dezembro de 2020  | 2 horas, 3 min.  |  |
| Soul                                                     | Soul                                                 | Soul: Uma Aventura com Alma                        | Animação Comédia Drama                     | 25 de dezembro de 2020  | 1 hora, 50 min.  |  |
| Flora & Ulysses                                          | Flora e Ulysses                                      | As Aventuras de Flora e Ulisses                    | Família                                    | 19 de fevereiro de 2021 | 1 hora, 36 min.  |  |
| Luca                                                     | Luca                                                 | Luca                                               | Animação amadurecimento fantasia comédia   | 18 de Junho de 2021     | 1 hora, 41 min.  |  |
| Home Sweet Home Alone                                    | Esqueceram de Mim no Lar Doce Lar                    | Sozinho em... Lar Doce Lar                         | Família / Comédia                          | 12 de novembro de 2021  | 1 hora, 35 min.  |  |
| Diary of a Wimpy Kid                                     | Diário de um Banana                                  | Diário de um Banana                                | Comédia animada                            | 3 de dezembro de 2021   | 58 min.          |  |
| The Ice Age Adventures of Buck Wild                      | A Era do Gelo: As Aventuras de Buck                  | A Idade do Gelo: As Aventuras de Buck              | Animação / Aventura / Comédia              | 28 de janeiro de 2022   | 1 hora, 23 min.  |  |
| Turning Red                                              | Red: Crescer é uma Fera                              | Turning Red: Estranhamente Vermelho                | Animação amadurecimento fantasia comédia   | 11 de março de 2022     | 1 hora, 47 min.  |  |
| Cheaper by the Dozen                                     | Doze é Demais                                        | À Duzia é Mais Barato                              | Comédia                                    | 18 de março de 2022     | 1 hora, 49 min.  |  |
| Better Nate Than Ever                                    | Apresentando: Nate                                   | Nate: Talento Nato                                 | Comédia dramática musical de aventura      | 1 de abril de 2022      | 1 hora, 34 min.  |  |
| Sneakerella                                              | Os Tênis Encantados                                  | Sneakerella                                        | Comédia musical                            | 13 de maio de 2022      | 1 hora, 52 min.  |  |
| Chip 'n Dale: Rescue Rangers                             | Tico e Teco: Defensores da Lei                       | Tico e Teco: O Comando Salvador                    | Comédia de aventura animada em live-action | 20 de maio de 2022      | 1 hora, 38 min.  |  |
| Hollywood Stargirl                                       | A Extraordinária Garota Chamada Estrela em Hollywood | Hollywood Stargirl                                 | Romance dramático adolescente              | 3 de junho de 2022      | 1 hora, 45 min.  |  |
| Rise                                                     | Rise                                                 | Rise: A História dos Antetokounmpo                 | Cinebiografia esportiva                    | 24 de junho de 2022     | 1 hora, 53 min.  |  |
| Zombies 3                                                | Zombies 3                                            | Zombies 3                                          | Musical                                    | 15 de julho de 2022     | 1 hora, 30 min.  |  |
| Pinocchio                                                | Pinóquio                                             | Pinóquio                                           | Fantasia musical                           | 8 de setembro de 2022   | 1 hora, 51 min.  |  |
| Hocus Pocus 2                                            | Abracadabra 2                                        |                                                    | Comédia de terror                          | 30 de setembro de 2022  | 1 hora, 47 min.  |  |
| Disenchanted                                             | Desencantada                                         | Uma História de Encantar 2                         | Fantasia Musical                           | 18 de novembro de 2022  | 2 horas, 01 min. |  |
| Diary of a Wimpy Kid: Rodrick Rules                      | O Diário de Um Banana: As Regras do Rodrick          |                                                    | ComédiaAnimação                            | 02 de dezembro de 2022  | 1 hora, 16 min.  |  |
| Night at the Museum: Kahmunrah Rises Again               | Uma Noite no Museu - O Retorno de Kahmunrah          |                                                    | ComédiaAventuraAnimação                    | 09 de dezembro de 2022  | 1 hora, 20 min.  |  |
| Chang Can Dunk                                           | A Jogada de Chang                                    |                                                    | DramaEsporte                               | 10 de março de 2023     | 1 hora, 49 min.  |  |
| Peter Pan & Wendy                                        | Peter Pan & Wendy                                    |                                                    | FantasiaAventura                           | 28 de abril de 2023     | 2 horas, 20 min. |  |
| Crater                                                   | A Cratera                                            |                                                    | Ficção científica aventura                 | 12 de maio de 2023      | 1 hora, 45 min.  |  |
| World's Best                                             | O Melhor do Mundo                                    |                                                    | Musical comédia                            | 23 de junho de 2023     | 1 hora, 41 min.  |  |
| Aguardando lançamento                                    |                                                      |                                                    |                                            |                         |                  |  |

### Documentários
| Título original                                            | Título no Brasil                                          | Título em Portugal                         | Gênero            | Data de lançamento     | Duração         |
| ---------------------------------------------------------- | --------------------------------------------------------- | ------------------------------------------ | ----------------- | ---------------------- | --------------- |
| Dolphin Reef                                               | Aventuras no Fundo do Mar                                 | O Recife do Golfinho                       | Natureza          | 3 de abril de 2020     | 1 hora, 18 min. |
| Elephant                                                   | Elefante                                                  | Os Elefantes                               | Natureza          | 3 de abril de 2020     | 1 hora, 29 min. |
| Howard                                                     | Howard: Sons de Um Gênio                                  | Howard                                     | Biográfico        | 7 de agosto de 2020    | 1 hora, 35 min. |
| Folklore: The Long Pond Studio Sessions                    | Folklore: Sessões no Long Pond Studio                     | Folklore: As Gravações no Long Pond Studio | Música            | 25 de novembro de 2020 | 1 hora, 46 min. |
| Own the Room                                               | A Melhor Ideia                                            | Jovens Empreendedores                      | Empreendedorismo  | 12 de março de 2021    | 1 hora, 31 min. |
| Wolfgang                                                   | Wolfgang: O Chef Celebridade                              | Wolfgang                                   | Biográfico        | 25 de junho de 2021    | 1 hora, 20 min. |
| Stuntman                                                   | Dublê de Risco                                            | Stuntman: O Rosto Invisível                | Documentário      | 23 de julho de 2021    | 1 hora, 27 min. |
| Playing with Sharks                                        | Brincando com Tubarões                                    | Brincando com Tubarões                     | Natureza          | 23 de julho de 2021    | 1 hora, 31 min. |
| More Than Robots                                           | Mais Que Robôs                                            | Mais Que Robots                            | Documentário      | 18 de março de 2022    | 1 hora, 31 min. |
| Olivia Rodrigo: Driving Home 2 U                           | Olívia Rodrigo: Dirigindo até Você                        |                                            | Música            | 25 de março de 2022    | 1 hora, 16 min. |
| Explorer: The Last Tepui                                   | Explorer: The Last Tepui                                  |                                            | Viagem            | 22 de abril de 2022    | 55 min.         |
| Polar Bear                                                 | A Ursa Polar                                              | Ursa Polar                                 | Natureza          | 22 de abril de 2022    | 1 hora, 24 min. |
| The Biggest Little Farm: The Return                        | A Pequena Grande Fazenda: O Retorno                       |                                            | Agricultura       | 22 de abril de 2022    | 29 min.         |
| Mickey: The Story of a Mouse                               | Mickey: A História de um Camundongo                       |                                            | Biográfico        | 18 de novembro de 2022 | 1 hora, 30 min. |
| Idina Menzel: Which Way to the Stage?                      | Idina Menzel: Trajetória de Sucesso                       |                                            | Música            | 9 de dezembro de 2022  | 1 hora, 34 min. |
| If These Walls Could Sing                                  | Se estas paredes cantassem                                |                                            | Biográfico/Música | 16 de dezembro de 2022 | 1 hora, 29 min. |
| The Flagmakers                                             | The Flagmakers                                            |                                            |                   | 21 de dezembro de 2022 | 35 min.         |
| Bono & The Edge: A Sort of Homecoming, with Dave Letterman | Bono & The Edge: A Sort of Homecoming, com Dave Letterman |                                            | Música            | 17 de março de 2023    | 1 hora, 24 min. |
| Stan Lee                                                   | Stan Lee                                                  |                                            | Biográfico        | 16 de junho de 2023    | 1 hora, 26 min. |
| Aguardando lançamento                                      |                                                           |                                            |                   |                        |                 |

### Especiais
Esses filmes são eventos únicos ou conteúdo suplementar relacionado a filmes originais ou da Walt Disney Pictures.
| Título original                                               | Título no Brasil                                                        | Título em Portugal                                                     | Gênero                 | Data de lançamento     | Duração         |  |
| ------------------------------------------------------------- | ----------------------------------------------------------------------- | ---------------------------------------------------------------------- | ---------------------- | ---------------------- | --------------- |  |
| Diving with Dolphins                                          | Mergulhando com os Golfinhos                                            | Nadar com Golfinhos                                                    | Documentário making-of | 3 de abril de 2020     | 1 hora, 19 min. |  |
| In the Footsteps of Elephant                                  | Nos Bastidores de Elefante                                              | Nas Pegadas dos Elefantes                                              | Documentário making-of | 3 de abril de 2020     | 1 hora, 29 min. |  |
| Penguins: Life on the Edge                                    | Pinguins: Vida ao Extremo                                               | Pinguins: Uma Missão no Limite                                         | Documentário making-of | 3 de abril de 2020     | 1 hora, 18 min. |  |
| A Celebration of the Music from Coco                          | Viva: A Vida é uma Festa - Ao Vivo                                      | A Celebração da Música de Coco                                         | Concerto               | 10 de abril de 2020    | 47 min.         |  |
| Black Is King                                                 | Black Is King                                                           | Black Is King                                                          | Álbum visual           | 31 de julho de 2020    | 1 hora, 25 min. |  |
| The LEGO Star Wars Holiday Special                            | LEGO Star Wars: Especial de Festas                                      | LEGO Star Wars Especial Boas Festas                                    | Animação               | 17 de novembro de 2020 | 49 min.         |  |
| Arendelle Castle Yule Log                                     | Natal em Arendelle                                                      | O Tronco de Natal do Castelo de Arendelle                              | Animação               | 18 de dezembro de 2020 | 3 horas         |  |
| Dory's Reef Cam                                               | O Recife da Dory                                                        | A Câmera do Recife da Dory                                             | Animação               | 18 de dezembro de 2020 | 3 horas, 1 min. |  |
| Happier Than Ever: A Love Letter to Los Angeles               | Happier Than Ever: Uma Carta de Amor Para Los Angeles                   | Happier Than Ever: Carta de Amor a Los Angeles                         | Concerto               | 3 de setembro de 2021  | 1 hora, 5 min.  |  |
| LEGO Star Wars Terrifying Tales                               | LEGO Star Wars: Contos Aterrorizantes                                   | LEGO Star Wars: Contos de Arrepiar                                     | Animação               | 1 de outubro de 2021   | 48 min.         |  |
| Muppets Haunted Mansion                                       | Muppets Haunted Mansion: A Festa Aterrorizante                          | Os Marretas em Haunted Mansion                                         | Fanchotes              | 8 de outubro de 2021   | 53 min.         |  |
| The Making of Happier Than Ever: A Love Letter to Los Angeles | Nos Bastidores de Happier Than Ever: Uma Carta de Amor Para Los Angeles | Nos Bastidores de Happier Than Ever: Carta de Amor a Los Angeles       | Documentário making-of | 12 de novembro de 2021 | 30 min.         |  |
| Arendelle Castle Yule Log: Cut Paper Edition                  | Natal em Arendelle: Recortes de Papel                                   | O Tronco de Natal do Castelo de Arendelle: Edição Papel de Recorte     | Animação               | 17 de dezembro de 2021 | 3 horas         |  |
| Embrace the Panda: Making Turning Red                         | O Abraço do Panda: A Fera Vermelha                                      | Aceita o Panda: Nos Bastidores de Turning Red - Estranhamente Vermelho | Documentário making-of | 11 de março de 2022    | 48 min.         |  |
| Bear Witness                                                  | No Caminho da Ursa Polar                                                | O Caminha Para Ursa Polar                                              | Documentário making-of | 22 de abril de 2022    | 1 hora, 23 min. |  |
| Beyond Infinity: Buzz and the Journey to Lightyear            | Ao Infinito e Além: Buzz e sua Jornada para ser Lightyear               | Para Além do Infinito: Buzz e o Caminho até Lightyear                  | Documentário making-of | 10 de junho de 2022    | 35 min.         |  |
| LEGO Star Wars Summer Vacation                                | LEGO Star Wars: Férias de Verão                                         |                                                                        | Animação               | 5 de agosto de 2022    | 49 min.         |  |
| Werewolf by Night                                             | Lobisomem na Noite                                                      |                                                                        | Super-herói Horror     | 7 de outubro de 2022   | 55 min.         |  |
| Director by Night                                             |                                                                         |                                                                        | Making-of              | 4 de novembro de 2022  | 54 min.         |  |
| Best in Snow                                                  |                                                                         |                                                                        | Reality de competição  | 18 de novembro de 2022 | 1 hora, 37 min. |  |
| The Guardians of the Galaxy Holiday Special                   |                                                                         |                                                                        | Super-herói comédia    | 25 de novembro de 2022 | 44 min.         |  |
| The Hip Hop Nutcracker                                        |                                                                         |                                                                        | Musical                | 25 de novembro de 2022 | 44 min.         |  |
| Pentatonix: Around the World for the Holidays                 |                                                                         |                                                                        | Docu-reality           | 2 de dezembro de 2022  | 49 min.         |  |
| Encanto at the Hollywood Bowl                                 |                                                                         |                                                                        | Concerto               | 28 de dezembro de 2022 | 45 min.         |  |
| Miley Cyrus – Endless Summer Vacation (Backyard Sessions)     |                                                                         |                                                                        | Concerto               | 10 de março de 2023    | 42 min.         |  |
| Aguardando lançamento                                         |                                                                         |                                                                        |                        |                        |                 |  |
| Lego Disney Princess: The Castle Quest                        |                                                                         |                                                                        | Animação               | 18 de agosto de 2023   | TBA             |  |
| Lang Lang Plays Disnes                                        |                                                                         |                                                                        | Concerto               | 15 de setembro de 2023 | TBA             |  |

### Curtas
| Título original                                       | Título no Brasil                               | Título em Portugal                        | Gênero            | Data de lançamento      | Duração |
| ----------------------------------------------------- | ---------------------------------------------- | ----------------------------------------- | ----------------- | ----------------------- | ------- |
| Lamp Life                                             | Aventuras de Betty                             | Vida de Candeeiro                         | Curta de animação | 31 de janeiro de 2020   | 12 min. |
| Once Upon a Snowman                                   | Era Uma Vez um Boneco de Neve                  | Era Uma Vez um Boneco de Neve             | Curta de animação | 23 de outubro de 2020   | 13 min. |
| Myth: A Frozen Tale                                   | As Lendas de Frozen II                         | Mito: Mais Além de "Frozen"               | Curta de animação | 26 de fevereiro de 2021 | 12 min. |
| 22 vs. Earth                                          | 22 Contra a Terra                              | 22 Contra a Terra                         | Curta de animação | 30 de abril de 2021     | 9 min.  |
| Star Wars Biomes                                      | Star Wars Biomas                               | Star Wars Biomas                          | ASMR              | 4 de maio de 2021       | 18 min. |
| Ciao Alberto                                          | Oi, Alberto                                    | Ciao Alberto                              | Curta de animação | 12 de novembro de 2021  | 9 min.  |
| Marvel Studios' 2021 Disney+ Day Special              | Disney+ Day: O Especial da Marvel Studios 2021 | Especial Disney+ Day: Marvel Studios 2021 | Prévia            | 12 de novembro de 2021  | 14 min. |
| Pixar 2021 Disney+ Day Special                        | Disney+ Day: O Especial da Pixar 2021          | Especial Disney+ Day: Pixar 2021          | Prévia            | 12 de novembro de 2021  | 4 min.  |
| Zen – Grogu and Dust Bunnies                          | Zen: Grocu e as Criaturas do Studio Ghibli     |                                           | Curta animado     | 12 de novembro de 2022  | 3 min.  |
| Indiana Jones and the Dial of Destiny: A Special Look |                                                |                                           | Making-of         | 31 de maio de 2023      | 3 min.  |

### Transmissões ao vivo
| Título original                               | Título no Brasil                | Título em Portugal | Gênero   | Data de lançamento     | Duração          |
| --------------------------------------------- | ------------------------------- | ------------------ | -------- | ---------------------- | ---------------- |
| Elton John Live: Farewell From Dodger Stadium | Elton John: O Show da Despedida |                    | Concerto | 20 de novembro de 2022 | 2 horas, 54 min. |
| Aguardando lançamento                         |                                 |                    |          |                        |                  |

### Idioma diferente do inglês

#### Filmes
| Título original         | Título no Brasil | Título em Portugal | Gênero                       | Data de lançamento                        | Duração         | Idioma   |
| ----------------------- | ---------------- | ------------------ | ---------------------------- | ----------------------------------------- | --------------- | -------- |
| King Shakir Recycle     |                  |                    | Animação                     | 15 de julho de 2022 18 de Janeiro de 2023 | 1 hora, 31 min. | Turco    |
| Aguardando lançamento   |                  |                    |                              |                                           |                 |          |
| When Frank Met Carlitos |                  |                    | Biográfico comédia dramática | 18 de agosto de 2023                      | TBA             | Espanhol |

#### Documentários
| Título original                      | Título no Brasil | Título em Portugal | Gênero            | Data de lançamento  | Duração         | Idioma  |
| ------------------------------------ | ---------------- | ------------------ | ----------------- | ------------------- | --------------- | ------- |
| Tomorrow X Together: Our Lost Summer |                  |                    | Music documentary | 28 de julho de 2023 | 1 hora, 22 min. | Coreano |

#### Especiais
| Título original                        | Título no Brasil | Título em Portugal | Gênero       | Data de lançamento     | Duração          | Idioma   |
| -------------------------------------- | ---------------- | ------------------ | ------------ | ---------------------- | ---------------- | -------- |
| BTS: Permission to Dance on Stage – LA |                  |                    | Concert film | 8 de setembro de 2022  | 2 horas, 10 min. | Coreano  |
| Just Love and a Thousand Songs         |                  |                    | Música       | 8 de dezembro de 2022  | 29 min.          | Espanhol |
| Le Pupille                             |                  |                    | Comedy-drama | 16 de dezembro de 2022 | 38 min.          | Italiano |

## Filmes originais regionais
O Disney+ também distribui produções originais em idiomas diferentes do inglês, que estão disponíveis apenas em países e regiões selecionados.
| Título original | Título no Brasil | Título em Portugal | Gênero       | Data de lançamento     | Duração | Região(ões) exclusiva(s) | Idioma  |
| --------------- | ---------------- | ------------------ | ------------ | ---------------------- | ------- | ------------------------ | ------- |
| Sea of Plastic  |                  |                    | Documentário | 25 de setembro de 2020 | 48 min. | França                   | Francês |

## Filmes exclusivos
Esses filmes estrearam no serviço sem o selo Disney+ Original.  A disponibilidade pode variar entre as regiões.

### Filmes
| Título no Brasil      | Título no Brasil              | Título em Portugal | Gênero            | Data de lançamento   | Duração          |
| --------------------- | ----------------------------- | ------------------ | ----------------- | -------------------- | ---------------- |
| Artemis Fowl          | Artemis Fowl: O Mundo Secreto |                    | Fantasia aventura | 12 de junho de 2020  | 1 hora, 40 min.  |
| Hamilton              | Hamilton                      |                    | Musical           | 3 de julho de 2020   | 2 horas, 40 min. |
| The One and Only Ivan |                               |                    | Fantasia drama    | 21 de agosto de 2020 | 1 hora, 38 mim.  |
| Trevor the Musical    | Trevor: O Musical             |                    | Musical           | 24 de junho de 2022  | 1 hora, 53 min.  |

### Documentários
| Título original          | Título no Brasil | Título em Portugal | Gênero            | Data de lançamento | Duração    | Idioma  |
| ------------------------ | ---------------- | ------------------ | ----------------- | ------------------ | ---------- | ------- |
| Marvel's Behind the Mask |                  |                    | Documentary       | February 12, 2021  | 1 h 5 min  | English |
| J-Hope in the Box        |                  |                    | Music documentary | February 17, 2023  | 1 h 25 min | Korean  |
| SUGA: Road to D-Day      |                  |                    | Music documentary | April 21, 2023     | 1 h 20 min | Korean  |

### Curtas
| Título original                                    | Título no Brasil | Título em Portugal | Gênero         | Data de lançamento | Duração |
| -------------------------------------------------- | ---------------- | ------------------ | -------------- | ------------------ | ------- |
| Maggie Simpson in ‘The Force Awakens from Its Nap’ |                  |                    | Animated short | May 4, 2021        | 3 min   |
| The Simpsons: The Good, the Bart, and the Loki     |                  |                    | Animated short | July 7, 2021       | 6 min   |
| The Simpsons in Plusaversary                       |                  |                    | Animated short | November 12, 2021  | 4 min   |
| The Simpsons x Bad Bunny: Te Deseo Lo Mejor        |                  |                    | Animated short | December 25, 2021  | 3 min   |
| The Simpsons: When Billie Met Lisa                 |                  |                    | Animated short | April 22, 2022     | 3 min   |
| Remembering                                        |                  |                    | Fantasy        | September 8, 2022  | 9 min   |
| The Simpsons: Welcome to the Club                  |                  |                    | Animated short | September 8, 2022  | 5 min   |
| The Simpsons Meet the Bocellis in ‘Feliz Navidad’  |                  |                    | Animated short | December 15, 2022  | 4 min   |
| Maggie Simpson in ‘Rogue Not Quite Oneʼ            |                  |                    | Animated short | May 4, 2023        | 4 min   |

### Transmissões ao vivo
| Título original                                    | Título no Brasil | Título em Portugal | Gênero         | Data de Lançamento | Duração    | Região(ões) exclusiva(s) | Idioma   |
| -------------------------------------------------- | ---------------- | ------------------ | -------------- | ------------------ | ---------- | ------------------------ | -------- |
| TINI Tour 2022: Live From Buenos Aires             |                  |                    | Concert        | May 28, 2022       | 1 h 45 min | United States            | Spanish  |
| Harmonious Live!                                   |                  |                    | Fireworks show | June 21, 2022      | 33 min     | Select territories       | English  |
| TINI Tour 2022: Farewell of the Year               |                  |                    | Concert        | December 23, 2022  | 1 h 56 min | Select territories       | Spanish  |
| Yuzuru Hanyu: Ice Story 2023 “Gift” at Tokyo Dome  |                  |                    | Ice show       |                    | 2 h 52 min | Select territories       | Japanese |
| LALI: Disciplina Tour 2023 Live Fromm Buenos Aires |                  |                    | Concert        | 4 de março de 2023 | 3 h 1 min  | Spain                    | Spanish  |

#### Premier Access
O Disney+ Premier Access é uma estratégia de lançamento premium para o provedor global de mídia de streaming de Internet sob demanda, de propriedade e operado pela Disney. A opção Premier Access foi criada para garantir que as pessoas ainda pudessem acessar grandes lançamentos em áreas com cinemas fechados, devido à pandemia de COVID-19.
O primeiro filme lançado com o Premier Access foi o lançamento em live-action de 2020, Mulan. Os filmes são lançados no Disney+ na maioria dos mercados no mesmo dia de seu lançamento nos cinemas (com exceção de Mulan, que foi lançado inicialmente apenas pelo Premier Access), e podem ser acessados por um pagamento único de US$ 29,99 (ou um pagamento aproximadamente equivalente em moeda local). Ao contrário de outros lançamentos de vídeo sob demanda premium, que normalmente expiram dentro de 48 horas após a primeira exibição, os filmes do Premier Access podem ser assistidos novamente quantas vezes desejar, desde que o cliente permaneça inscrito no Disney+. No entanto, esses filmes são eventualmente disponibilizados no Disney+ sem a necessidade de pagamento adicional, normalmente de 60 a 90 dias após o lançamento.
Jungle Cruise foi o último filme lançado em 2021 como parte da estratégia, já que a Disney se comprometeu a dar ao restante de seus lançamentos teatrais de 2021 uma janela mínima de exclusividade de 45 dias nos cinemas antes de se tornar disponível em outros meios (como Disney+, Hulu, HBO Max e/ou VOD transacional, dependendo do selo sob o qual o filme foi lançado), com exceção de Encanto, que recebeu uma janela de exclusividade de 30 dias nos cinemas para que a Disney pudesse disponibilizar o filme no Disney+ a tempo para a temporada de férias.
O Premier Access não está disponível na França. Mulan foi disponibilizado exclusivamente na França via Disney+, sem custo adicional, em 4 de dezembro de 2020, a mesma data em que ficou disponível para os assinantes restantes do Disney+ globalmente. Os outros filmes do Premier Access receberam lançamentos regulares nos cinemas na França, mas não estarão disponíveis para transmissão no Disney+ naquele país até pelo menos dezessete meses após o lançamento, devido aos regulamentos locais revisados em 24 de janeiro de 2022. A Disney se opôs a eles, afirmando que eles "não eram amigáveis ao consumidor" e, posteriormente, anunciou em junho de 2022 que Strange World não receberia um lançamento nos cinemas na França e iria direto para o Disney+ na região (após um lançamento nos cinemas em outras regiões), com a Disney também anunciando que o status de seus futuros lançamentos teatrais na França seria determinado caso a caso.
| Título original          | Título no Brasil       | Título em Portugal                             | Gênero                              | Data de lançamento no Premier Access | Data de lançamento padrão do Disney+ | Duração          | Ref.          |
| ------------------------ | ---------------------- | ---------------------------------------------- | ----------------------------------- | ------------------------------------ | ------------------------------------ | ---------------- | ------------- |
| Mulan                    | Mulan                  | Mulan                                          | Drama de fantasia e ação            | 4 de setembro de 2020                | 4 de dezembro de 2020                | 1 hora, 58 min.  | [ 14 ]        |
| Raya and the Last Dragon | Raya e o Último Dragão | Raya e o Último Dragão                         | Fantasia animada de ação e aventura | 5 de março de 2021                   | 4 de junho de 2021                   | 1 hora, 55 min.  | [ 15 ]        |
| Cruella                  | Cruella                | Cruella                                        | Comédia dramática criminal          | 28 de maio de 2021                   | 27 de agosto de 2021                 | 2 horas, 17 min. | [ 16 ] [ 17 ] |
| Black Widow              | Viúva Negra            | Viúva Negra                                    | Super-herói                         | 9 de julho de 2021                   | 6 de outubro de 2021                 | 2 horas, 15 min. | [ 16 ] [ 17 ] |
| Jungle Cruise            | Jungle Cruise          | Jungle Cruise: A Maldição nos Confins da Selva | Fantasia e aventura                 | 30 de julho de 2021                  | 12 de novembro de 2021               | 2 horas, 9 min.  | [ 18 ] [ 17 ] |

## Futuros filmes

### Filmes
| Título original                                             | Gênero                                 | Data de lançamento | Status             | Duração          |
| ----------------------------------------------------------- | -------------------------------------- | ------------------ | ------------------ | ---------------- |
| Aladdin: The Broadway Musical                               | Musical Fantasia                       | 2023               | Pós-produção       | 2 horas, 20 min. |
| Dashing Through the Snow                                    | Família comédia                        | 2023               | Pós-produção       | TBA              |
| Descendants: The Rise of Red                                | Musical fantasia                       | 2023               | Pós-produção       | TBA              |
| Out of My Mind                                              | Amadurecimento drama                   | 2023               | Pós-produção       | TBA              |
| Young Woman and the Sea                                     | Biográfico drama                       | 2023               | Pós-produção       | TBA              |
| Lilo & Stitch                                               | Comédia dramática de ficção científica | 2024               | Filmando           | TBA              |
| Alexander and the Terrible, Horrible, No Good, Very Bad Day | Comédia familiar                       | TBA                | Pré-produção       | TBA              |
| Diary of a Wimpy Kid: The Last Straw                        | Animação comédia                       | TBA                | Pré-produção       | TBA              |
| Daughter of the Deep                                        | Fantasia                               | TBA                | Pré-produção       | TBA              |
| The Return of the Rocketeer                                 | Super-herói                            | TBA                | Pré-produção       | TBA              |
| Sister Act 3                                                | Comédia                                | TBA                | Pré-produção       | TBA              |
| Spooked                                                     | Comédia de terror                      | TBA                | Pré-produção       | TBA              |
| Three Men and a Baby                                        | Comédia                                | TBA                | Pré-produção       | TBA              |
| 29 Dates                                                    | Romance                                | TBA                | Em desenvolvimento | TBA              |
| 61                                                          | Cinebiografia esportiva                | TBA                | Em desenvolvimento | TBA              |
| Aloha Rodeo                                                 | Drama biográfico                       | TBA                | Em desenvolvimento | TBA              |
| Quinto filme de Descendentes sem título                     | Músical fantasia                       | TBA                | Em desenvolvimento | TBA              |
| Diary of a Wimpy Kid: Cabin Fever                           | Animação comédia                       | TBA                | Em desenvolvimento | TBA              |
| Flight of the Navigator                                     | Comédia Sci-Fi                         | TBA                | Em desenvolvimento | TBA              |
| Hocus Pocus 3                                               | Horror comédia                         | TBA                | Em desenvolvimento | TBA              |
| Robin Hood                                                  | Comédia de aventura                    | TBA                | Em desenvolvimento | TBA              |
| School For Sensitive Souls                                  | Musical comédia                        | TBA                | Em desenvolvimento | TBA              |
| Shrunk                                                      | Comédia ficção científica              | TBA                | Em desenvolvimento | TBA              |
| Superfudge                                                  | Comédia de aventura animada            | TBA                | Em desenvolvimento | TBA              |
| The Sword in the Stone                                      | Comédia de fantasia                    | TBA                | Em desenvolvimento | TBA              |
| The Thief                                                   | Fantasia adolescente                   | TBA                | Em desenvolvimento | TBA              |
| Projeto sem título sobre basquete                           | Esporte                                | TBA                | Em desenvolvimento | TBA              |
| Filme sem título sobre David Ayres                          | Cinebiografia esportiva                | TBA                | Em desenvolvimento | TBA              |
| Projeto de Keanon Lowe                                      | Cinebiografia esportiva                | TBA                | Em desenvolvimento | TBA              |
| Sétimo filme de A Era do Gelo sem título                    | Comédia de aventura animada            | TBA                | Em desenvolvimento | TBA              |
| Terceiro filme Rio sem título                               | Comédia musical animada                | TBA                | Em desenvolvimento | TBA              |

### Documentários
| Título original                              | Gênero                   | Data de lançamento | Status       | Duração |
| -------------------------------------------- | ------------------------ | ------------------ | ------------ | ------- |
| Goodbye Yellow Brick Road                    | Música                   | 2023               | Pós-produção | TBA     |
| Madu                                         | Biográfico               | 2023               | Pós-produção | TBA     |
| The Space Race                               | Biográfico               | 2023               | Pós-produção | TBA     |
| Tiger                                        | Documentário da natureza | Começo de 2024     | Filmando     | TBA     |
| Documentário sem título sobre a Croácia      | Documentário             | TBA                | Filmando     | TBA     |
| Documentário sem título sobre a Disneylândia | Documentário             | TBA                | Filmando     | TBA     |
| Documentário sem título sobre Jim Henson     | Biográfico               | TBA                | Filmando     | TBA     |

### Especiais
| Título original                                  | Gênero              | Data de lançamento | Status             | Duração |
| ------------------------------------------------ | ------------------- | ------------------ | ------------------ | ------- |
| Lego Marvel Avengers: Code Red                   | Animação            | Final de 2023      | Concluído          | TBA     |
| Lego Star Wars: Mandoween - Celebrate the Season | Animação            | Final de 2023      | Concluído          | TBA     |
| Star Wars: A Droid Story                         | Space opera animado | TBA                | Em desenvolvimento | TBA     |

### Curtas
| Título original      | Gênero        | Data de lançamento | Status   | Duração |
| -------------------- | ------------- | ------------------ | -------- | ------- |
| Sophie and the Baron | Comédia-drama | TBA                | Filmando | TBA     |